# 비브라운
비브라운(B'brown, 차현, 1983년 9월 20일 ~ )은 대한민국 출신의 음악가이며, 본명은 김환이다. 2010년 싱글 앨범 《Brown Coloured Love》를 발표하면서 활동을 시작하였다.